# Алашкерт (футбольный клуб)

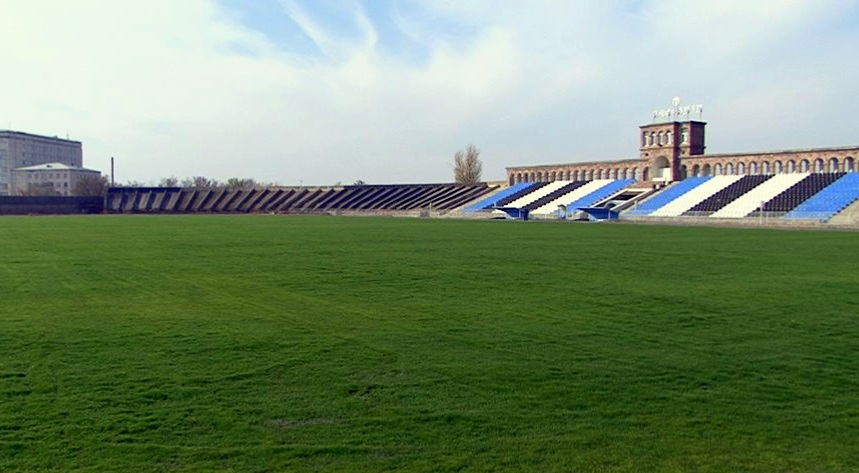
Домашний стадион команды «Алашкерт»

«Алашке́рт» (арм. Ալաշկերտ) — армянский профессиональный футбольный клуб из города Ереван. Основан в 1990 году и в течение 1990-х годов представлял город Мартуни Гегаркуникской области. В начале 2000 года был распущен. Возрождён в 2011 году. Домашние матчи проводит на стадионе «Алашкерт» в Ереване общей вместимостью до 6 850 зрителей. Первый армянский клуб, вышедший в групповой этап еврокубка.

## История
В 1990 и 1991 годах «Алашкерт» Мартуни играл в первенстве СССР во Второй низшей лиге. В обоих сезонах занимал 17-е место во 2-й зоне.
В 1992 году команда приняла участие в первом чемпионате Армении и заняла последнее место. Следующий сезон команда должна была проводить рангом ниже, однако снялась с турнира до его начала.
В 1998 году «Алашкерт» Мартуни был заявлен в чемпионат первой лиги, где провел лишь один сезон, завершив его на шестой строчке. В следующем году команда участия в турнире не принимала. В начале 2000 года клуб был распущен.
В конце 2011 года предприниматель Баграт Новоян решил возродить клуб. К этому решению Навоян пришёл после исключения варианта о покупке другого клуба. Главным тренером был назначен Альберт Саркисян, помощниками которого стали Гагик Симонян и Армен Багумян. Все дела клуба и формирование состава команды были возложены на Саркисяна. За небольшой промежуток времени он включил в состав несколько талантливых молодых футболистов из местных спортивных школ, в частности, из школ «Пюника» и «Мики». Свой первый сезон после возрождения «Алашкерт» начал в розыгрыше первой лиги, где сходу стал победителем турнира, потерпев лишь 6 поражений за весь сезон.
Следующий сезон команда второй раз в своей истории начинала в турнире премьер-лиги. Команда заняла последнее, восьмое место, набрав 24 очка. Несмотря на неудачный сезон для команды, лучшим бомбардиром того розыгрыша чемпионата с 17 забитыми мячами стал футболист «Алашкерта» — Мигран Манасян. В июне 2014 года команду возглавил бывший наставник молодежной сборной Армении Абраам Хашманян.
В сезоне 2014/15 команда выступила значительно лучше. Одержав победу в последнем туре над «Бананцем» и воспользовавшись осечкой «Мики», «Алашкерт» занял итоговое четвёртое место и впервые в своей истории обеспечил себе место в еврокубковом турнире, дебютировав в квалификации Лиги Европы сезона 2015/16.
Сезон 2015/16 «Алашкерт» начал с матчей квалификации Лиги Европы. В первом раунде квалификации им предстояло сыграть против четвёртой команды чемпионата Шотландии — «Сент-Джонстон». Имея один из худших клубных рейтингов среди всех команд, участвующих в первом раунде турнира, 0,550 (более низкий рейтинг был только у клуба из Гибралтара «Европа» — 0,300), «Алашкерт» прошёл крепкого шотландского середняка. Первый матч в Ереване подопечные Абраама Хашманяна выиграли со счётом 1:0. Уступив в Шотландии со счетом 1:2, «Алашкерт» прошёл дальше за счет мяча, забитого на чужом поле. Во втором отборочном раунде команде достался клуб из чемпионата Казахстана — «Кайрат». В Алма-Ате мартунинцы уступили со счетом 0:3. Минимальной победы в Ереване хозяевам не хватило для того, чтобы пройти дальше.
В первом матче нового сезона национального первенства «Алашкерт» обыграл в гостях действующего чемпиона страны — ереванский «Пюник». Далее, потерпев всего 5 поражений по ходу сезона, «Алашкерт» впервые в своей истории стал победителем чемпионата Армении. В составе команды сразу двое игроков стали лучшими бомбардирами чемпионата — Мигран Манасян и бразильский хавбек Эбер Араухо (по 16 мячей).
Дебютный сезон в Лиге чемпионов начался для команды с гостевого матча первого раунда квалификации против клуба «Санта-Колома» из чемпионата Андорры, завершившийся нулевой ничьей. В ответной встрече на своем поле «Алашкерт» одержал победу со счетом 3:0 и по сумме двух матчей прошёл в следующий раунд, где сыграл с грузинским клубом «Динамо» (Тбилиси). Уступив со счетом 0:2 в Тбилиси, в домашней встрече команды обменялись забитыми мячами. Таким образом, «Алашкерт» завершил дебютное выступление в Лиге чемпионов.
В сезонах 2016/17 и 2017/18 команда с положительным результатом отстаивала за собой звание чемпиона лиги. В первом раунде квалификации Лиги чемпионов в 2017 году вновь прошла «Санта-Колому», а на следующей стадии уступила по сумме двух матчей белорусскому БАТЭ, а в 2018 году проиграла шотландскому «Селтику» (0:3, 0:3). После двух поражений от «Селтика» в первом квалификационном раунде Лиги Чемпионов, «Алашкерт» продолжил своё выступление во втором квалификационном раунде Лиги Европы УЕФА. Соперником «Алашкерта» стал черногорский футбольный клуб «Сутьеска». В выездном матче Алашкерт минимальным счётом победил «Сутьеску» (1:0), а дома был зафиксирован ничейный счёт (0:0). Во втором квалификационном раунде соперником Алашкерта стал румынский клуб из города Клуж-Напока: «ЧФР Клуж». В Ереване «Алашкерт» уступил со счётом 0:2, а в выездном матче разгромно проиграл (0:5). Сезон 2018/2019 в национальном чемпионате «Алашкерт» завершил на четвёртом месте, и начал свой еврокубковый путь с первого квалификационного раунда Лиги Европы. Соперником стал футбольный клуб «Македония». Обе матча «Алашкерт» выиграл (3:0 и 3:1). Во втором раунде их ждал румынский футбольный клуб «Стяуа». Первый матч был проигран 0:2, а второй матч выигран 3:2, но этого оказалось мало для продолжения борьбы. В национальном чемпионате 2019/2020 годов «Алашкерт» занял третье место, а в кубке вылетел в 1/8 финала. В еврокубках в первом квалификационном раунде «Алашкерт» проиграл свой единственный матч квалификации северомакедонской «Ренове». Армянский чемпионат сезона 2020/2021 оказался чемпионским для «Алашкерта». В кубке «Алашкерт» дошёл до финала, но проиграл «Арарату». Свой путь в еврокубках «Алашкерт» начал в первом квалификационном раунде Лиги Чемпионов УЕФА. Соперником стал чемпион Уэльса «Коннас-Ки-Номадс». В выездном матче был зафиксирован счёт 2:2. Основное время домашнего матча завершился 0:0, а во втором овертайме, на 112-й минуте, Венсан Безекур забил победный гол «Алашкерта». Второй раунд был противостоянием «Алашкерта» и молдавского «Шерифа». В Ереване «Шериф» с минимальным счётом победил, а в Молдавии соперники выиграли убедительней, на сей раз со счётом 3:1. «Алашкерт» продолжил своё выступление в третьем раунде Лиги Европы УЕФА. Соперником стал футбольный клуб «Кайрат» из Алма-Аты. Матч в Казахстане завершился счётом 0:0. Матч в Республиканском стадионе Еревана в основное время завершился 2:2. В первом овертайме был забит решающий гол «Алашкерта», автором стал Александр Глишич. «Алашкерт» пробился в финальный раунд квалификации, где его соперником стал шотландский «Рейнджерс». В первом матче был зафиксирован счёт 1:0 в пользу шотландской команды, а во втором матче ничья 0:0. Таким образом, «Алашкерт» продолжил своё выступление уже в групповом этапе Лиги конференций УЕФА. Однако, команда там выступила неудачно, заняв последнее место сыграв один раз вничью и проиграв все остальные матчи. Сезон команда завершила на третьем месте, что позволила выступить команде в первом раунде квалификации Лиги конференций УЕФА 2022/23, где команда проиграла мальтийскому «Хамрун Спартанс» (общий счёт 2:4).

## Клубные цвета
| Желтый | Черный |

## Достижения клуба
- Премьер лига
  - Чемпион (4): 2015/16, 2016/17, 2017/18, 2020/21
- Первая лига
  - Чемпион (1): 2012/13
- Кубок Армении
  - Победитель (1): 2018/19
- Суперкубок Армении
  - Победитель (2): 2016, 2018

### Рекорды
Самые крупные победы:
- «Алашкерт» — «Азнавур» Ноемберян — 4:0 (1992 год)
- «Алашкерт» — «Дебед» Алаверди — 5:1 (1992 год)
- «Алашкерт» — «Улисс» — 4:0 (2015 год)

В еврокубках:
- «Арсенал» Тиват — «Алашкерт» — 1:6 (2023 год)

Самое крупное поражение:
- «Арарат» Ереван — «Алашкерт» — 10:2 (1992 год)

Самая результативная ничья:
- «Алашкерт» — «Пюник» Ереван — 3:3 (2014 год)

Самый результативный матч:
- «Алашкерт» — «Сюник» Капан — 8:9 (1992 год)

## Статистика выступлений с 2012 года
| Сезон   | Ранг | Турнир       | Место | И  | В  | Н | П  | ГЗ | ГП | РГ  | Очки | Кубок         | Исход                |
| ------- | ---- | ------------ | ----- | -- | -- | - | -- | -- | -- | --- | ---- | ------------- | -------------------- |
| 2012/13 | 2    | Первая лига  | 1     | 36 | 24 | 6 | 6  | 80 | 31 | +49 | 78   | 1/4           | Выход в Премьер-лигу |
| 2013/14 | 1    | Премьер лига | 8     | 28 | 6  | 6 | 16 | 38 | 69 | -31 | 24   | 1/4           |                      |
| 2014/15 | 1    | Премьер лига | 4     | 28 | 10 | 8 | 10 | 32 | 35 | -3  | 38   | 1/2           |                      |
| 2015/16 | 1    | Премьер лига | 1     | 28 | 16 | 7 | 5  | 50 | 24 | +26 | 55   | 1/2           |                      |
| 2016/17 | 1    | Премьер лига | 1     | 30 | 19 | 7 | 4  | 59 | 26 | +33 | 64   | 1/4           |                      |
| 2017/18 | 1    | Премьер лига | 1     | 30 | 14 | 8 | 8  | 44 | 31 | +13 | 50   | Финал         |                      |
| 2018/19 | 1    | Премьер лига | 4     | 32 | 15 | 6 | 11 | 37 | 27 | +10 | 51   | Победитель    |                      |
| 2019/20 | 1    | Премьер лига | 3     | 28 | 14 | 5 | 9  | 51 | 31 | +20 | 50   | 1/8           |                      |
| 2020/21 | 1    | Премьер лига | 1     | 24 | 13 | 7 | 4  | 25 | 15 | +10 | 46   | Финал         |                      |
| 2021/22 | 1    | Премьер лига | 3     | 32 | 14 | 9 | 9  | 38 | 30 | +8  | 51   | Четвертьфинал |                      |
| 2022/23 | 1    | Премьер лига | 4     | 36 | 20 | 6 | 10 | 58 | 37 | +21 | 66   | Четвертьфинал |                      |
| 2023/24 | 1    | Премьер лига | 5     | 36 | 13 | 6 | 17 | 54 | 56 | -2  | 45   | Второй раунд  |                      |
| 2024/25 | 1    | Премьер лига | 9     | 30 | 6  | 8 | 16 | 24 | 52 | -28 | 26   | Второй раунд  |                      |

С сезона 2013/14 в Первой лиге играет команда «Алашкерт-2». В сезоне-2013/14 заняла 2-е место, в сезонах 2014/15 и 2015/16 — 1-е. По ходу сезона-2020/21 снялась с турнира, но в сезоне-2021/22 — вновь среди участников второго по силе армянского дивизиона.

## Выступления в еврокубках
| Сезон   | Сезон   | Турнир                | Раунд                   | Соперник            | Первый матч | Ответный матч | Общий счёт |  |
| ------- | ------- | --------------------- | ----------------------- | ------------------- | ----------- | ------------- | ---------- |  |
| 2015/16 | 2015/16 | Лига Европы УЕФА      | Первый отборочный раунд | Сент-Джонстон       | 1:0         | 1:2           | 2:2г       |  |
| 2015/16 | 2015/16 | Лига Европы УЕФА      | Второй отборочный раунд | Кайрат              | 0:3         | 2:1           | 2:4        |  |
| 2016/17 | 2016/17 | Лига чемпионов УЕФА   | Первый отборочный раунд | Санта-Колома        | 0:0         | 3:0           | 3:0        |  |
| 2016/17 | 2016/17 | Лига чемпионов УЕФА   | Второй отборочный раунд | Динамо Тбилиси      | 0:2         | 1:1           | 1:3        |  |
| 2017/18 | 2017/18 | Лига чемпионов УЕФА   | Первый отборочный раунд | Санта-Колома        | 1:0         | 1:1           | 2:1        |  |
| 2017/18 | 2017/18 | Лига чемпионов УЕФА   | Второй отборочный раунд | БАТЭ Борисов        | 1:1         | 1:3           | 2:4        |  |
| 2018/19 | ЛЧ      | Лига чемпионов УЕФА   | Первый отборочный раунд | Селтик              | 0:3         | 0:3           | 0:6        |  |
| 2018/19 | ЛЕ      | Лига Европы УЕФА      | Второй отборочный раунд | Сутьеска            | 1:0         | 0:0           | 1:0        |  |
| 2018/19 | ЛЕ      | Лига Европы УЕФА      | Третий отборочный раунд | ЧФР Клуж            | 0:2         | 0:5           | 0:7        |  |
| 2019/20 | 2019/20 | Лига Европы УЕФА      | Первый отборочный раунд | Македония           | 3:1         | 3:0           | 6:1        |  |
| 2019/20 | 2019/20 | Лига Европы УЕФА      | Второй отборочный раунд | Стяуа               | 0:3         | 3:2           | 3:5        |  |
| 2020/21 | 2020/21 | Лига Европы УЕФА      | Первый отборочный раунд | Ренова              | 0:1         | 0:1           | 0:1        |  |
| 2021/22 | ЛЧ      | Лига чемпионов УЕФА   | Первый отборочный раунд | Коннас-Ки Номадс    | 2:2         | 1:0, д.в.     | 3:2        |  |
| 2021/22 | ЛЧ      | Лига чемпионов УЕФА   | Второй отборочный раунд | Шериф               | 0:1         | 1:3           | 1:4        |  |
| 2021/22 | ЛЕ      | Лига Европы УЕФА      | Третий отборочный раунд | Кайрат              | 0:0         | 3:2           | 3:2        |  |
| 2021/22 | ЛЕ      | Лига Европы УЕФА      | Раунд плей-офф          | Рейнджерс           | 0:1         | 0:0           | 0:1        |  |
| 2021/22 | ЛК      | Лига конференций УЕФА | Групповой этап Группа A | Маккаби (Тель-Авив) | 1:4         | 1:1           | 4-е место  |  |
| 2021/22 | ЛК      | Лига конференций УЕФА | Групповой этап Группа A | ХИК                 | 2:4         | 0:1           | 4-е место  |  |
| 2021/22 | ЛК      | Лига конференций УЕФА | Групповой этап Группа A | ЛАСК                | 0:3         | 0:2           | 4-е место  |  |
| 2022/23 | 2022/23 | Лига конференций УЕФА | Первый отборочный раунд | Хамрун Спартанс     | 1:0         | 1:4           | 2:4        |  |
| 2023/24 | 2023/24 | Лига конференций УЕФА | Первый отборочный раунд | Арсенал (Тиват)     | 1:1         | 6:1           | 7:2        |  |
| 2023/24 | 2023/24 | Лига конференций УЕФА | Второй отборочный раунд | Дебрецен            | 0:1         | 2:1, пен. 1:4 | 2:2 1:4    |  |

Курсивом выделены домашние матчи.

## Текущий состав
| 1  | Флаг Армении   | Вр  | Влад Чатунц      | 2002 |  |  |  |  |  |
| 22 | Флаг Армении   | Вр  | Огнен Чанчаревич | 1989 |  |  |  |  |  |
| 71 | Флаг Армении   | Вр  | Анатолий Айвазов | 1996 |  |  |  |  |  |
|    |                |     |                  |      |  |  |  |  |  |
| 2  | Флаг Армении   | Защ | Сероб Григорян   | 1995 |  |  |  |  |  |
| 3  | Флаг Армении   | Защ | Тарон Восканян   | 1993 |  |  |  |  |  |
| 4  | Флаг Ганы      | Защ | Аннан Менса      | 1996 |  |  |  |  |  |
| 27 | Флаг Венесуэлы | Защ | Даниэль Каррильо | 1995 |  |  |  |  |  |
| 33 | Флаг России    | Защ | Виталий Устинов  | 1991 |  |  |  |  |  |
| 55 | Флаг Бразилии  | Защ | Тиаго Камета     | 1992 |  |  |  |  |  |
| 70 | Флаг Бразилии  | Защ | Виллиам          | 1996 |  |  |  |  |  |
| 77 | Флаг Хорватии  | Защ | Матео Мужек      | 1995 |  |  |  |  |  |
|    |                |     |                  |      |  |  |  |  |  |
| 5  | Флаг Армении   | ПЗ  | Вбеймар          | 1992 |  |  |  |  |  |
| 7  | Флаг Армении   | ПЗ  | Карен Налбандян  | 2002 |  |  |  |  |  |

| 8  | Флаг России       | ПЗ  | Сергей Иванов   | 1997 |  |  |  |  |  |
| 10 | Флаг России       | ПЗ  | Давид Хурцидзе  | 1993 |  |  |  |  |  |
| 11 | Флаг Армении      | ПЗ  | Саркис Шагинян  | 1995 |  |  |  |  |  |
| 17 | Флаг Армении      | ПЗ  | Артак Едигарян  | 1990 |  |  |  |  |  |
| 20 | Флаг Армении      | ПЗ  | Юрий Гарегинян  | 1994 |  |  |  |  |  |
| 88 | Флаг Армении      | ПЗ  | Арам Кочарян    | 1996 |  |  |  |  |  |
| 98 | Флаг Гвинеи-Бисау | ПЗ  | Мимиту Биай     | 1997 |  |  |  |  |  |
|    |                   |     |                 |      |  |  |  |  |  |
| 9  | Флаг Грузии       | Нап | Леван Куталия   | 1989 |  |  |  |  |  |
| 21 | Флаг Венесуэлы    | Нап | Робинсон Флорес | 1998 |  |  |  |  |  |
| 94 | Флаг Нигерии      | Нап | Содик Фатай     | 1996 |  |  |  |  |  |
| 95 | Флаг Бразилии     | Нап | Агдон           | 1993 |  |  |  |  |  |
| 99 | Флаг Эквадора     | Нап | Йейсон Расинс   | 1998 |  |  |  |  |  |

## Главные тренеры
|                         | Страна                                    | Период     |
| ----------------------- | ----------------------------------------- | ---------- |
| Решетов. А.Е            | Союз Советских Социалистических Республик | 1990—1991  |
| Багдасарян. С           | Армения                                   | 1992       |
| Егонян. С               | Армения                                   | 1992       |
| Альберт Саркисян        | Армения                                   | 2011—2013  |
| Армен Санамян           | Армения                                   | 2013       |
| Армен Гюльбудагянц      | Армения                                   | 2013—2014  |
| Абраам Хашманян         | Армения                                   | 2014—2016  |
| Арам Восканян           | Армения                                   | 2016—2017  |
| Абраам Хашманян         | Армения                                   | 2017—2018  |
| Варужан Сукиасян        | Армения                                   | 2018       |
| Сергей Эрзрумян (и. о.) | Армения                                   | 2018       |
| Арам Восканян           | Армения                                   | 2018—2019  |
| Абраам Хашманян         | Армения                                   | 2019       |
| Егише Меликян           | Армения                                   | 2020       |
| Абраам Хашманян         | Армения                                   | 2021       |
| Александр Григорян      | Россия                                    | 2021       |
| Милан Миланович         | Сербия                                    | 2021—2022  |
| Карен Барсегян          | Армения                                   | 2022       |
| Ваге Геворгян           | Армения                                   | 2022—н. в. |